# Panfilovskaja (stanice Moskevského centrálního okruhu)
Panfilovskaja (rusky Панфиловская) je stanice na Moskevském centrálním okruhu. Ze stanice Panfilovskaja je možné uskutečnit bezplatný přestup na 700 metrů vzdálenou stanici Okťabrskoje Pole Tagansko-Krasnopresněnské linky. Jedná se o jednu z pěti stanic, které nebyly spuštěny spolu se zprovozněním linky, tato stanice byla na Moskevském centrálním okruhu otevřena jako poslední.

## Charakter stanice
Stanice Panfilovskaja se nachází na hranici čtvrtí Sokol (Сокол) a Ščukino (Щукино) mezi ulicí Panfilova (Улица Панфилова), ulicí Narodnogo Opolčenija (Улица Народного Ополчения) a ulicí Alabjana (Улица Алабяна).
Stanice má dvě nástupiště, obě jsou zastřešena, jedno je bokové a druhé ostrovní. Stanice disponuje dvěma vestibuly, východ ze západního míří k ulici Narodnogo Opolčenija, západní přimyká k ulici Panfilova. Vestibuly jsou v bílé a oranžové barvě.
Vedle nástupiště bude vybudován stejnojmenný dopravní uzel. Celková plocha dopravního uzlu bude 15,8 tisíc m². Vedle nástupiště se počítá s vybudováním autobusových zastávek, kde bude zajištěn pohodlný přestup mezi oběma druhy dopravy. Podle projektu bude počet cestujících v dopravním uzlu Panfilovskaja během špičky činit asi 5,2 tisíce osob.